# Drymoptila
Drymoptila är ett släkte av fjärilar. Drymoptila ingår i familjen mätare.
Kladogram enligt Catalogue of Life:
| Drymoptila | \| \| Drymoptila temenitis \| \| \| \| |
|            | \| \| Drymoptila temenitis \| \| \| \| |
|            | Drymoptila temenitis                   |
|            |                                        |